# Bothrocophias
Genre
Bothrocophias est un genre de serpents de la famille des Viperidae. 

## Répartition
Les six espèces de ce genre se rencontrent en Amérique du Sud.

## Description
Ce sont des serpents venimeux.

## Liste des espèces
Selon The Reptile Database (6 janvier 2016) :
- Bothrocophias andianus (Amaral, 1923)
- Bothrocophias campbelli (Freire-Lascano, 1991)
- Bothrocophias colombianus (Rendahl & Vestergren, 1940)
- Bothrocophias hyoprora (Amaral, 1935)
- Bothrocophias microphthalmus (Cope, 1875)
- Bothrocophias myersi Gutberlet & Campbell, 2001

## Étymologie
Bothrocophias, du grec ancien βόθρος, bóthros, « fente », et κωφίας, kophias, « vipère », fait référence aux fossettes sensorielles de ces serpents. On retrouve la même origine pour le terme générique anglais de pitviper (« vipère à fente ») donné aux crotales.

## Publication originale
- Gutberlet & Campbell, 2001 : Generic recognition for a neglected lineage of South American pitvipers (Squamata: Viperidae: Crotalinae), with the description of a new species from the Colombian Chocó. American Museum Novitates, no 3316, p. 1-15 (texte intégral).